# Puntous
Puntous là một xã thuộc tỉnh Hautes-Pyrénées trong vùng Occitanie tây nam nước Pháp. Xã này nằm ở khu vực có độ cao trung bình 326 mét trên mực nước biển.
Sông Petite Baïse tạo thành một phần ranh giới phía nam thị trấn, chảy theo hướng bắc qua giữa thị trấn, sau đó tạo phần lớn ranh giới tây bắc thị trấn.